# Елвуд (Небраска)
Елвуд (англ. Elwood) — селище (англ. village) в США, в окрузі Госпер штату Небраска. Населення — 658 осіб (2020).

## Географія
Елвуд розташований за координатами 40°35′23″ пн. ш. 99°51′42″ зх. д. / 40.58972° пн. ш. 99.86167° зх. д. (40.589730, -99.861660). За даними Бюро перепису населення США в 2010 році селище мало площу 1,34 км², уся площа — суходіл.

## Демографія
Згідно з переписом 2010 року, у селищі мешкало 707 осіб у 282 домогосподарствах у складі 183 родин. Густота населення становила 527 осіб/км². Було 312 помешкання (233/км²).
Расовий склад населення:
| - 95,0 % — білих - 0,7 % — чорних або афроамериканців - 0,1 % — корінних американців - 2,3 % — осіб інших рас |

До двох чи більше рас належало 1,8 %. Частка іспаномовних становила 3,7 % від усіх жителів.
За віковим діапазоном населення розподілялося таким чином: 24,6 % — особи молодші 18 років, 49,7 % — особи у віці 18—64 років, 25,7 % — особи у віці 65 років та старші. Медіана віку мешканця становила 46,4 року. На 100 осіб жіночої статі у селищі припадало 87,5 чоловіків; на 100 жінок у віці від 18 років та старших — 85,7 чоловіків також старших 18 років.
Середній дохід на одне домашнє господарство становив 57 890 доларів США (медіана — 51 354), а середній дохід на одну сім'ю — 67 632 долари (медіана — 60 074). Медіана доходів становила 41 250 доларів для чоловіків та 30 921 долар для жінок. За межею бідності перебувало 11,1 % осіб, у тому числі 21,9 % дітей у віці до 18 років та 6,7 % осіб у віці 65 років та старших.
Цивільне працевлаштоване населення становило 376 осіб. Основні галузі зайнятості: освіта, охорона здоров'я та соціальна допомога — 27,4 %, роздрібна торгівля — 14,4 %, публічна адміністрація — 11,2 %, фінанси, страхування та нерухомість — 9,3 %.